# Bartitsu
Bartitsu é uma arte marcial mista, híbrida e ecléctica e método de defesa pessoal originalmente desenvolvido na Inglaterra durante os anos de 1898 a 1902. Desenvolvida pelo inglês Edward William Barton-Wright no fim do século XIX. Em 1898, depois de viver 3 anos no Japão, criou uma nova arte de defesa pessoal: o Bartitsu, que combinava elementos de diferentes estilos de luta como jiu-jitsu, judô e boxe. Em 1901 ele foi imortalizado (como "Baritsu") por Sir Arthur Conan Doyle, autor das histórias de mistério de Sherlock Holmes. Embora dormente durante a maior parte do século XX, Bartitsu vem experimentando um renascimento desde 2002.

## Cultura Popular
O personagem Mokichi Robinson, da série de Mangá Kengan Ashura é, na obra, o último praticante da Arte do Baritsu(Versão fictícia do Bartitsu).